# Robin Eames
Robert Henry Alexander Robin Eames, baron Eames, (né le 27 avril 1936) est un évêque anglican et pair à vie, qui est primat de toute l'Irlande et archevêque d'Armagh de 1986 à 2006.

## Jeunesse et éducation
Eames est né en 1936, fils d'un pasteur méthodiste. Ses premières années sont passées à Larne, la famille déménageant plus tard à Belfast. Il fait ses études à la Belfast Royal Academy et au Methodist College de Belfast (de 1847 à 1955) avant d'étudier à l'Université Queen's de Belfast, où il obtient son diplôme en droit B. (Upper Second Class Honours) en 1960 et obtenant un doctorat en droit ecclésiastique et histoire.
Au cours de ses études de premier cycle à Queen's, l'un de ses professeurs de philosophie est son futur homologue catholique romain Cahal Daly.

## Ministère
Tournant le dos aux études juridiques pour l'ordination dans l'Église d'Irlande, Eames se lance dans un cours de trois ans à l'école de théologie du Trinity College de Dublin en 1960, mais trouve le cours « intellectuellement insatisfaisant ». En 1963, il est nommé vicaire à l'église paroissiale de Bangor, devenant recteur de St Dorothea à Belfast trois ans plus tard.
La même année 1966, il épouse Christine Daly. Pendant son séjour à St Dorothea's, dans la région de Braniel et Tullycarnet à l'est de Belfast, il développe un « ministère de bar à café » parmi les jeunes, mais les Troubles l'interrompt. Pendant ce temps, il sauve une fille catholique d'une foule loyaliste qui a mis le feu à la maison de sa famille. Il refuse l'opportunité de devenir doyen de Cork et en 1974, il est nommé recteur de St Mark's à Dundela dans l'est de Belfast, une église avec de forts liens familiaux avec C. S. Lewis.
Le 9 mai 1975, à l'âge de 38 ans, il est élu évêque du diocèse de Derry et Raphoe et dans un mouvement inédit, il invite son homologue catholique, Edward Daly, à sa consécration le 9 juin. Eames est transféré cinq ans plus tard, le 30 mai 1980, dans le diocèse de Down et Dromore. Il est élu à Down et Dromore le 23 avril et cette élection est confirmée le 20 mai 1980. En 1986, il devient le 14e archevêque d'Armagh et primat de toute l'Irlande depuis la rupture de l'Église d'Irlande avec Rome. Cette nomination provoque un certain étonnement parmi les autres dirigeants de l'église.

## Controverse Drumcree
L'église de Drumcree, une paroisse rurale près de Portadown, devient le site d'un incident politique majeur en 1996, lorsque la marche annuelle des orangistes se voit interdire de revenir au centre de Portadown via la route nationaliste Garvaghy après avoir assisté au culte à l'église paroissiale de Drumcree. Cette décision est prise par le chef de la police de la Royal Ulster Constabulary et non par la commission des défilés d'Irlande du Nord qui, à l'époque, n'a pas le pouvoir d'interdire les défilés, n'existant qu'en tant qu'organe consultatif. Les troubles publics et la violence se sont intensifiés et au cours des trois étés suivants, la situation est instable, d'autres défilés relevant d'abord de la police, puis de la sanction de la commission.
L'archevêque Eames, en tant qu'évêque diocésain et dirigeant civil, se retrouve plongé dans la recherche d'une résolution du problème. Au sein de l'Église d'Irlande au sens large, il y a un malaise car il s'agit d'une Église diverse en théologie et en politique et qui compte dans ses congrégations des nationalistes au sud et des unionistes au nord. Eames, avec le recteur de Drumcree, doit naviguer dans cette controverse politique et sociale plus large et demande une assistance politique pour ses efforts visant à dissiper les tensions. Certains évêques de la république d'Irlande demandent à Eames de fermer l'église paroissiale. Parmi ceux-ci, l'évêque John Neill qui devient plus tard archevêque de Dublin.
Eames refuse de le faire, estimant que cette action aurait pu précipiter de plus grands troubles et peut-être une effusion de sang. Eames décrit la controverse Drumcree comme son « propre calvaire personnel ».

## Retraite et succession

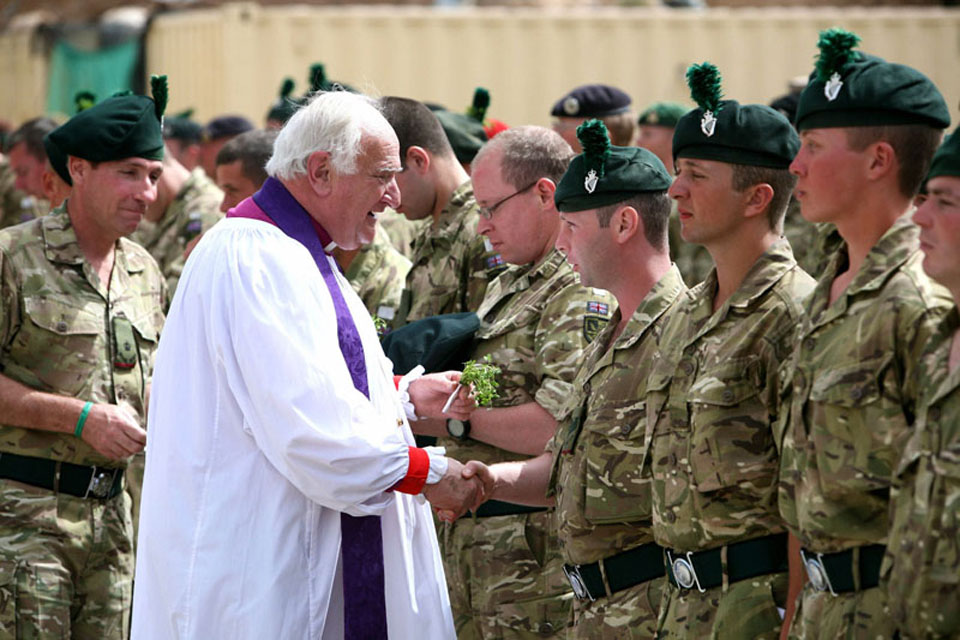
L'archevêque Eames présente des trèfles aux membres du Royal Irish Regiment en 2011

Au synode général de l'Église d'Irlande en 2006, il annonce son intention de prendre sa retraite le 31 décembre 2006. La loi de l'Église lui permet de continuer comme primat jusqu'à l'âge de 75 ans mais il démissionne, en bonne santé, à l'âge de 69 ans. Un hommage lui est rendu dans The Irish Times, évaluant ses années de ministère public et son héritage, notant que "derrière le sourire chaleureux, beaucoup savent qu'il y a un homme d'acier".
Le 10 janvier 2007, les 11 évêques en exercice de l'Église d'Irlande, réunis à la cathédrale Saint-Patrick de Dublin, élisent Alan Harper, évêque de Connor, comme successeur d'Eames.

## Groupe consultatif sur le passé en Irlande du Nord
À la mi-2007, il est nommé coprésident, avec Denis Bradley, du Groupe consultatif sur le passé en Irlande du Nord. Cela vise à déterminer comment traiter l'héritage des troubles en Irlande du Nord, en particulier en ce qui concerne les victimes des troubles et leurs proches.
Des sources proches du Groupe créent une polémique, début 2008, en suggérant que les Troubles pourraient être officiellement classés comme une « guerre ». Bon nombre des recommandations finales ont porté sur le paiement proposé d'une pension ou d'une allocation aux victimes. Le Groupe publie son rapport en janvier 2009.